# Tommaso Catani
Pour les articles homonymes, voir Catani.
Tommaso Catani (Florence 1858 - 1er juin 1925) est un prêtre et un écrivain italien.

## Biographie
En 1880, Tommaso Catani obtint la laurea à Florence auprès de la Faculté de Sciences naturelles, avant de devenir prêtre et de rejoindre l'Ordre des frères des écoles pies auprès desquels il avait fait ses études.
Il enseigna dans les écoles élémentaires et lycées.
Ami de Collodi (Carlo Lorenzini), le « père » des aventures de Les Aventures de Pinocchio. Histoire d'un pantin dont il s'inspira pour l'écriture de Pinocchio nella luna (illustré par  C. Sarri - 1924) et Pinocchio nel sole (inédit).
Tommaso Catani a écrit des livres pour enfants ainsi que des livres de lecture pour les écoles élémentaires, des livres romanesques incluant des animaux, des thèmes de physique et d'histoire naturelle.

## Publications
- Il Cavalier Mirtillo (1902)
- I primi passi d'Ugo
- Ugo e Truffolino
- Ugo e Paolino
- Ugo e Beppino
- In cerca di Cavallette
- Il Paese dei Canarini
- Rina
- Il Paese verde
- Le isole dell'Arcipelago toscano
- Barabbino
- Un amico dei Ragazzi

## Sources
- Amedeo Benedetti, La vecchia fattoria di Tommaso Catani, « Wuz », Milan, no 2, mars-avril 2006, p. 51-55.
- Amedeo Benedetti, Il dimenticato Tommaso Catani, « LG Argomenti », Gênes, no 2, avril-juin 2006, p. 17-21.